# Friedrich Romberg (Ingenieur, 1846)

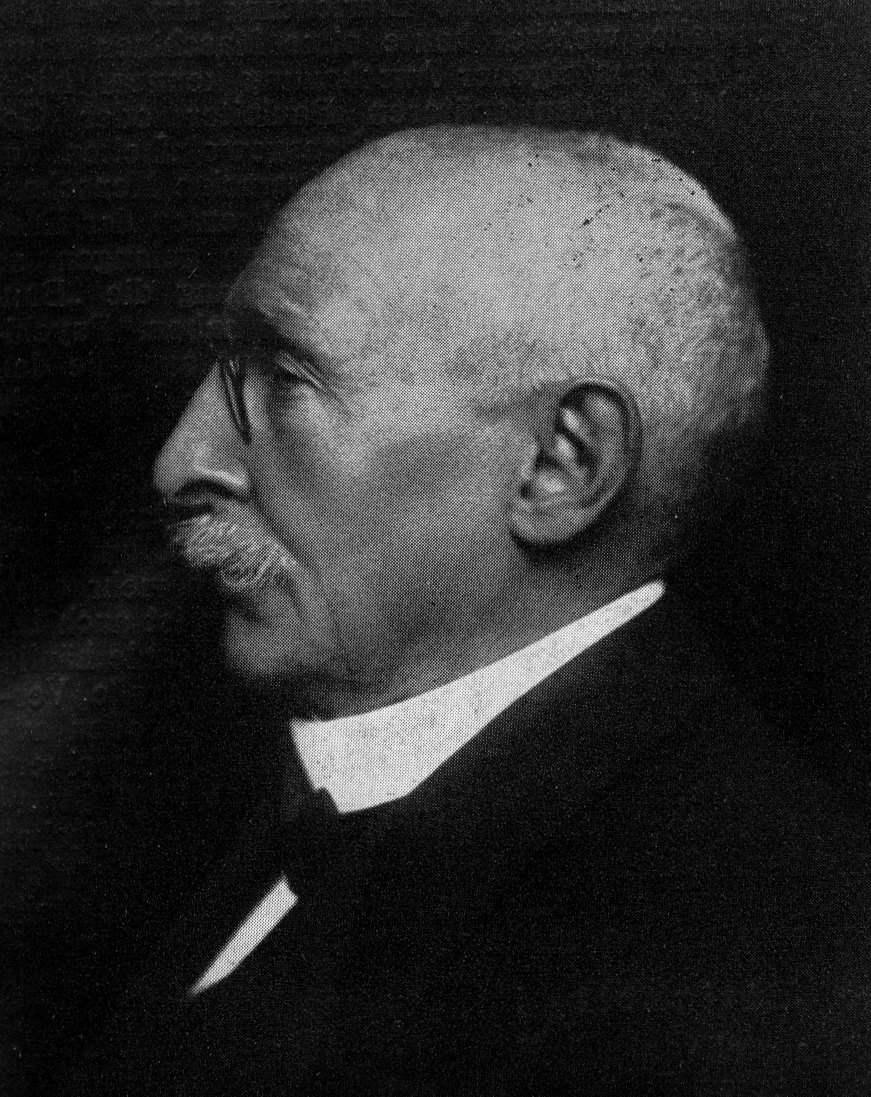
Porträt Friedrich Romberg um 1908

Friedrich Romberg (* 5. März 1846 in Duisburg; † 29. Juli 1919 in Bad Bertrich) war ein deutscher Maschinenbauingenieur, der als Lehrer bzw. Leiter verschiedener Fachschulen wirkte.

## Leben
Friedrich Romberg studierte nach einer theoretischen und praktischen Vorbildung von 1865 bis 1868 Maschinenbau an der Gewerbeakademie Berlin. 1866 gehörte er zu den Stiftern des Corps Rheno-Guestphalia Berlin. Nach dem Abschluss seines Studiums versuchte er als Ingenieur tätig zu werden, was auf Grund einer lang andauernden Krankheit jedoch misslang. Von 1870 bis 1875 arbeitete er als Lehrer an der Städtischen Baugewerk- und Maschinenbauschule Idstein. Danach unterrichtete er bis 1880 an der Provinzial-Gewerbeschule Köln die Fächer Mathematik, Darstellende Geometrie, Maschinenkunde, Statik und Festigkeitslehre. Im Jahr 1880 erfolgte seine Ernennung zum Direktor dieser Schule. Danach war er bis 1908 Leiter sämtlicher technischer Fachschulen in Köln, darunter auch der Baugewerkschule Köln (eine der Vorgängereinrichtungen der heutigen Fachhochschule Köln).
Auf Grund seiner Verdienste wurde er 1904 zum Schulrat und 1907 zum Geheimen Regierungsrat ernannt. 1906 gab er seine Verpflichtung an seinen Nachfolger Konstantin Wille ab, leitete jedoch die Maschinenbauschule und die Gewerbeförderungsanstalt bis 1914 weiter. Nach dem Ersten Weltkrieg übernahm er bis zu seinem Tod die Leitung der Kriegsverletztenfürsorge.
1960 wurde in Köln-Lindenthal die Rombergstraße nach ihm benannt.

## Schriften
- Die Ausbildung der Handwerks-Lehrlinge in alter und neuer Zeit. Ein Mahnwort an die neu errichteten Innungen. Köln 1883.
- Bericht über die Entstehung, Entwicklung und Organisation der Anstalt, sowie der mit derselben verbundenen Handwerker-Fortbildungsschule. Köln 1886.
- Die Handwerker-Fortbildungsschule. Ein Wort über Bedeutung, Aufgabe und Organisation derselben. (Commissions-Bericht der Delegierten-Versammlung des Central-Gewerbe-Vereins zu Düsseldorf) 1885.
- Gewerbliche Fachschule der Stadt Köln. Bericht über die Entstehung, Entwicklung und Organisation der Anstalt, sowie der mit derselben verbundenen Handwerker-Fortbildungsschule. Köln 1886.
- Programm der Kunstgewerbe- und Handwerker-Schule zu Cöln am Rhein. Köln 1900.
- Nachweisung der Notwendigkeit der Einrichtung weiterer Gebäude für die Fachschulen. Köln 1900.
- Ein Vierteljahrhundert staatlicher und städtischer Fürsorge für die gewerbliche Ausbildung. (Festschrift, herausgegeben zur Feier des 25-jährigen Bestehens der Gewerblichen Fachschulen zu Cöln am Rhein und der Einweihung der neuen Maschinenbauschule am 24. Oktober 1904) Köln 1904.
- Festschrift zur Eröffnungsfeier der Gewerbeförderungs-Anstalt für die Rheinprovinz zu Cöln am Rhein. Köln 1907.
- Die Gewerbeförderungs-Anstalt für die Rheinprovinz zu Cöln. Zugleich Bericht über die Betriebszeit von Januar 1910 bis April 1913. Köln 1913.

## Mitgliedschaften
- Verband Deutscher Gewerbeschulmänner (Vorsitzender 1899–1906)
- Landesgewerbeamt und Deutscher Ausschuss für das technische Unterrichtswesen (1905–1919)
- Verein Deutscher Ingenieure (VDI) und Kölner Bezirksvereins des VDI,[3][4] seit 1914 sowohl Ehrenmitglied des Hauptvereins[5] als auch des Bezirksvereins[6]